# Adrianne Wadewitz
Adrianne Wadewitz (née le 6 janvier 1977 – morte le 8 avril 2014) est une féministe, professeure et encyclopédiste américaine spécialisée en littérature britannique. Elle est également une membre reconnue de la communauté wikipédienne. Elle a notamment étudié le biais de genre sur Wikipédia et elle a travaillé sur les applications pédagogiques de l'encyclopédie libre.

## Biographie
Adrianne Wadewitz naît le 6 janvier 1977 à Omaha (Nebraska). Elle est l'enfant unique de Betty M. et de Nathan R. Wadewitz.
Elle fait des études secondaires à la North Platte High School (en) jusqu'en 1995, puis étudie la littérature anglaise à l'université Columbia jusqu'en 1999. En 2011, elle obtient un PhD de l'université de l'Indiana. Sa thèse s'intitule Spare the Sympathy, Spoil the Child:' Sensibility, Selfhood, and the Maturing Reader, 1775–1815. Elle devient chercheuse postdoctorale au Center for Digital Learning and Research de l'Occidental College.
Elle meurt le 8 avril 2014 des suites de blessures reçues lors d'une chute d'escalade dans le parc national de Joshua Tree une semaine plus tôt,.

### Travail sur Wikipédia
Adrianne Wadewitz fait sa première édition sur Wikipédia en 2004. Avec le temps, elle y crée et développe des articles sur des femmes de lettres et académiciennes. Elle contribue plusieurs années avant de décider de dévoiler à la communauté du site son genre.
Elle devient une personnalité reconnue de l'encyclopédie libre et intervient dans les médias sur certains enjeux de cette dernière, notamment sur le fossé des genres. Elle est également un temps membre du conseil d'administration de la Wikimedia Foundation.